# Млинек (гміна Почесна)
Млинек (пол. Młynek) — село в Польщі, у гміні Почесна Ченстоховського повіту Сілезького воєводства.
У 1975-1998 роках село належало до Ченстоховського воєводства.